# Adorjánháza
Adorjánháza är en ort (by) i provinsen Veszprém i västra Ungern. Orten har 329 invånare (2024), på en yta av 11,43 km². Den ligger cirka 28,5 kilometer nordväst om Ajka.